# Peyrillac-et-Millac
Peyrillac-et-Millac (okzitanisch: Pairilhac e Milhac) ist eine ehemalige französische Gemeinde mit 200 Einwohnern (Stand: 1. Januar 2022) im Département Dordogne in der Region Nouvelle-Aquitaine (vor 2016 Aquitaine).
Der Erlass vom 1. Oktober 2021 legte mit Wirkung zum 1. Januar 2022 die Eingliederung von Peyrillac-et-Millac als Commune déléguée zusammen mit den früheren Gemeinden Cazoulès und Orliaguet zur neuen Commune nouvelle Pechs-de-l’Espérance fest.

## Geografie
Peyrillac-et-Millac liegt an der östlichen Grenze des Départements zum benachbarten Département Lot ca. 15 Kilometer östlich von Sarlat-la-Canéda ca. 65 Kilometer südöstlich von Périgueux in der Landschaft Périgord noir. Der Fluss Dordogne begrenzt den Ort im Süden.
Umgeben wird Peyrillac-et-Millac von den Nachbargemeinden und Communes déléguées:
| Orliaguet (Commune déléguée) | Salignac-Eyvigues                           | Souillac (Lot)              |
| Carlux                       | Kompassrose, die auf Nachbargemeinden zeigt | Cazoulès (Commune déléguée) |
| Saint-Julien-de-Lampon       |                                             | Le Roc (Lot)                |

## Bevölkerungsentwicklung
| Jahr      | 1962 | 1968 | 1975 | 1982 | 1990 | 1999 | 2006 | 2018 |
| --------- | ---- | ---- | ---- | ---- | ---- | ---- | ---- | ---- |
| Einwohner | 246  | 258  | 240  | 253  | 214  | 213  | 202  | 211  |

Quellen: Cassini und INSEE

## Sehenswürdigkeiten

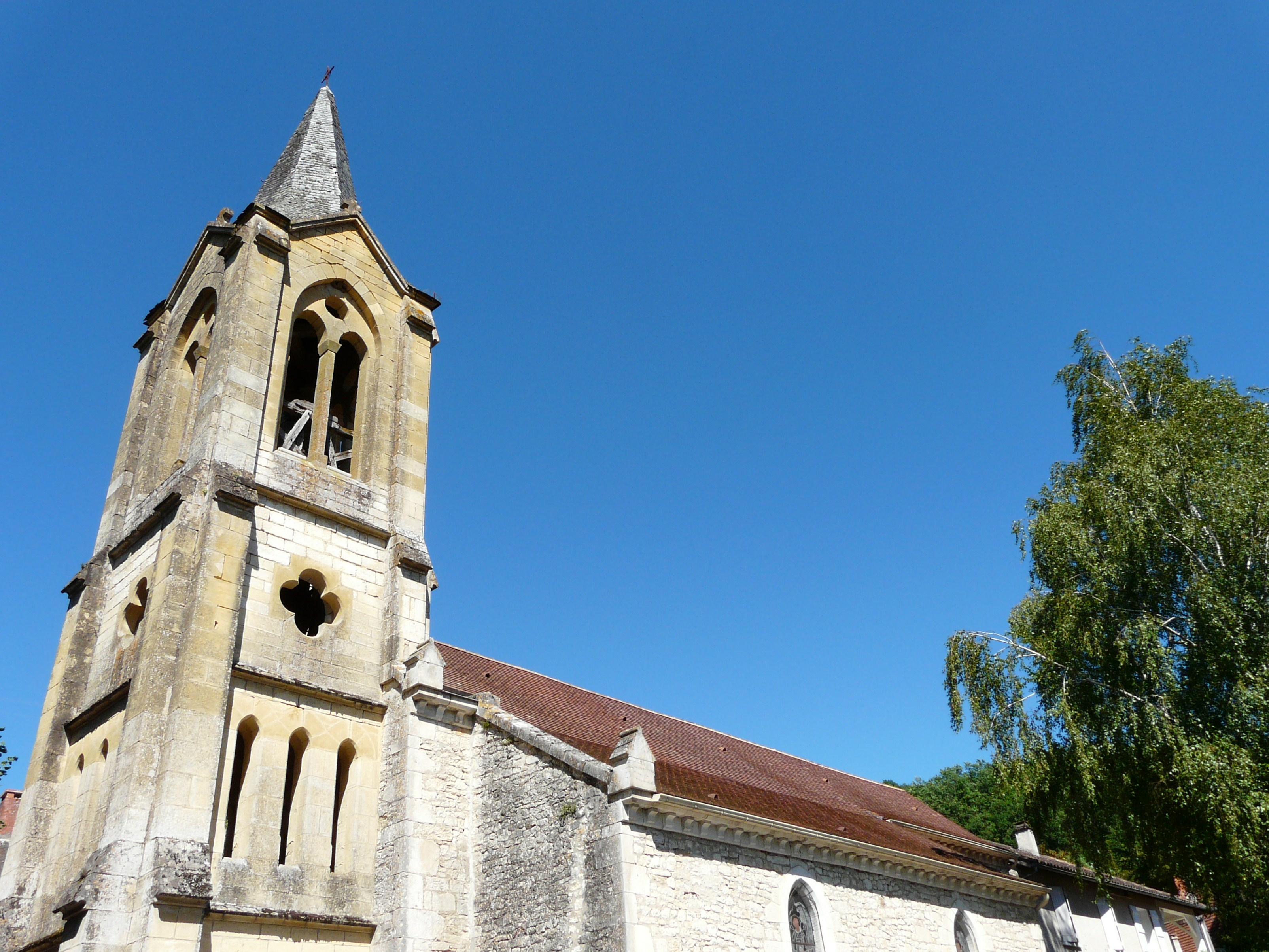
Kirche Sainte-Anne

- Kirche Sainte-Anne aus dem 12. Jahrhundert

## Persönlichkeiten
- Louis Marie Cordonnier (1854–1940), Architekt